# Sphaerulina hyperici

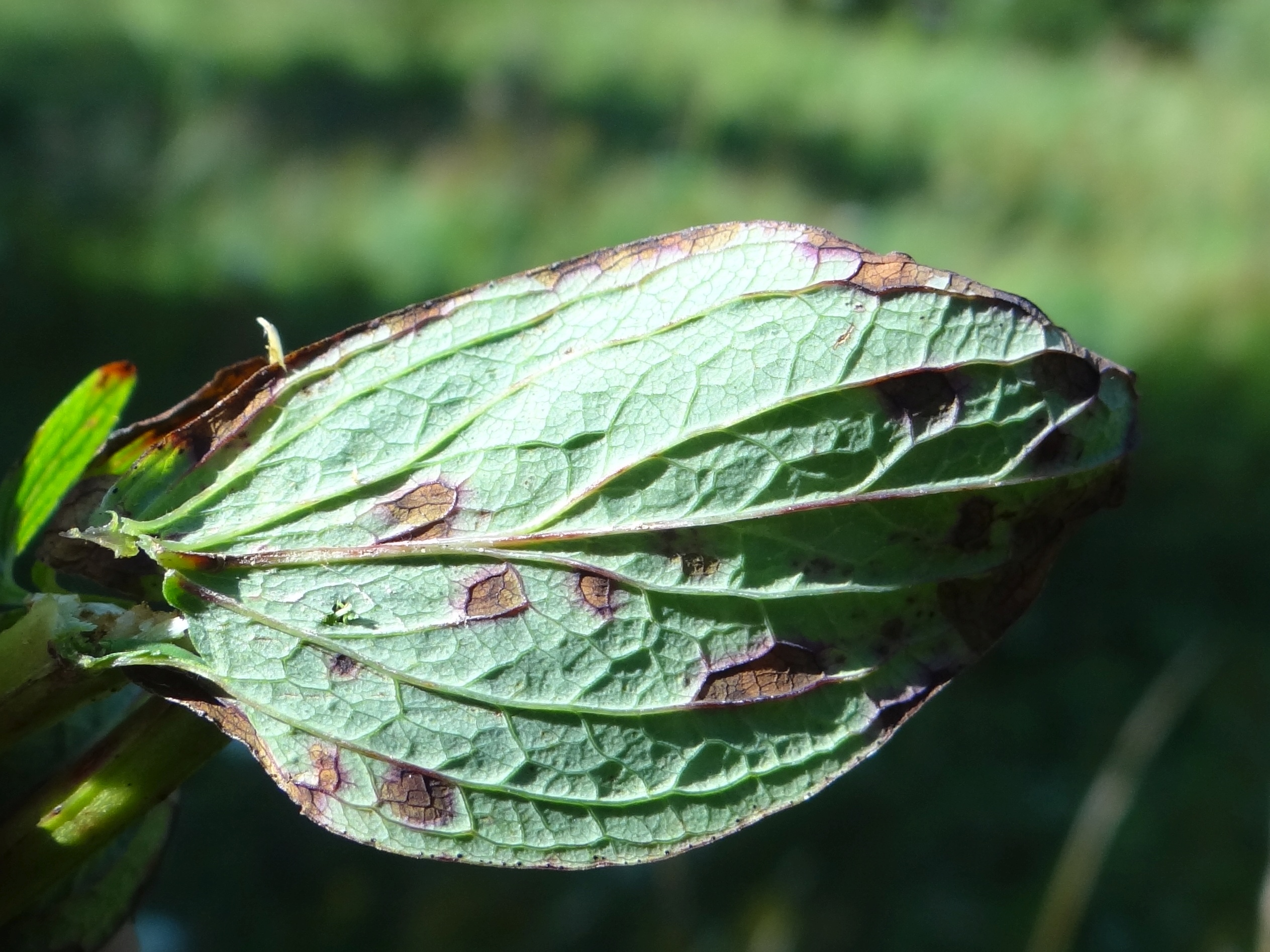

Sphaerulina hyperici (Roberge ex Desm.) Verkley, Quaedvl. & Crous – gatunek grzybów z klasy Dothideomycetes. Pasożyt roślin z rodzaju dziurawiec (Hypericum). Grzyb mikroskopijny, endobiont rozwijający się w tkankach roślin.

## Systematyka i nazewnictwo
Pozycja w klasyfikacji według Index Fungorum: Sphaerulina, Mycosphaerellaceae, Capnodiales, Dothideomycetidae, Dothideomycetes, Pezizomycotina, Ascomycota, Fungi.
Po raz pierwszy zdiagnozowali go w 1842 r. Michel Robert Roberge i Jean Baptiste Henri Joseph Desmazières jako Septoria hyperici. Obecną, uznaną przez Index Fungorum nazwę nadali mu Quaedvl. i Crous  w 2013 r.
Synonimy:
- Septoria elodis (Westend.) Mussat 1901
- Septoria hyperici Roberge ex Desm. 1842
- Septoria hyperici var. elodis Westend. 1867

## Morfologia
Objawy na porażonych roślinach
Na obydwu stronach porażonych liści powstają wielokątne lub eliptyczne plamy o długości 3-10 mm i szerokości 2-5 mm. Czasami są nieregularne, ograniczone nerwami liścia. Mają barwę żółtobrązową, pomarańczowobrązową lub brązową i zazwyczaj wokół nich występuje żółte halo.
Cechy mikroskopowe
W obrębie plam na obydwu stronach liści tworzą się pyknidia o średnicy 70–150 μm. Powstają podskórnie, lub mniej lub bardziej zanurzone w warstwie miękiszu palisadowego. Na ich wewnętrznej ścianie na konidioforach powstają cylindryczne, proste, lub nieco tylko wygięte konidia o wymiarach 18–44 (–50) × (1,5–) 2–2,5 μm. Posiadają 1–3 przegrody.

## Występowanie
Sphaerulina hyperici znana jest w niektórych krajach Europy. W Polsce podano stanowiska na dziurawcu kosmatym, dziurawcu czterobocznym, dziurawcu skapolistnym i dziurawcu zwyczajnym.
Na dziurawcu może jeszcze występować Septoria hypericorum N.P. Golovina, w Polsce jednak nie notowano tego gatunku.